# Joey Tetarenko
Joseph „Joey“ Tetarenko (* 3. März 1978 in Prince Albert, Saskatchewan) ist ein ehemaliger kanadischer Eishockeyspieler, der im Verlauf seiner aktiven Karriere zwischen 1994 und 2007 unter anderem 73 Spiele für die Florida Panthers, Ottawa Senators und Carolina Hurricanes in der National Hockey League (NHL) auf der Position des rechten Flügelstürmers bestritten hat. Darüber hinaus absolvierte Tetarenko annähernd 400 weitere Partien in der American Hockey League (AHL).

## Karriere
Tetarenko spielte während seiner Juniorenzeit zwischen 1994 und 1998 für die Portland Winter Hawks in der Western Hockey League (WHL). Der gelernte Verteidiger, der im NHL Entry Draft 1996 in der vierten Runde an 82. Stelle von den Florida Panthers aus der National Hockey League (NHL) ausgewählt worden war, führte das Team als Mannschaftskapitän in seinem letzten Jahr zum Gewinn des President’s Cups und Memorial Cups.
Zur Saison 1998/99 wechselte Tetarenko in den Profibereich, wo er in den folgenden zwei Jahren in den Farmteams der Florida Panthers zum rechten Flügelstürmer umgeschult wurde. Im Verlauf der Spielzeit 2000/01 kam er dann zu seinem NHL-Debüt. Insgesamt blieb der Kanadier dem Team bis zum März 2003 treu, ehe er im Tausch für Simon Lajeunesse an die Ottawa Senators abgegeben wurde. Dort kam er hauptsächlich für deren AHL-Kooperationspartner Binghamton Senators zum Einsatz. Da diese seinen Vertrag am Saisonende nicht verlängerten, schloss er sich im Sommer 2003 als Free Agent den Carolina Hurricanes an. Im Saisonverlauf lief Tetarenko aber auch dort für das Farmteam Lowell Lock Monsters auf. Von 2004 bis 2007 spielte er für die Houston Aeros in der AHL, dem Farmteam der Minnesota Wild, wo er im Sommer 2004 einen Vertrag unterschrieben hatte. Nach der Saison 2006/07 beendete der 29-Jährige seine aktive Karriere.

### International
Im Juniorenbereich kam Tetarenko beim Pacific Cup 1996, dem Vorläufer des Ivan Hlinka Memorial Tournaments, zum Einsatz. In fünf Spielen blieb er dabei beim Gewinn der Goldmedaille punktlos.

## Erfolge und Auszeichnungen
- 1996 Goldmedaille beim Pacific Cup
- 1998 President’s-Cup-Gewinn mit den Portland Winter Hawks
- 1998 Memorial-Cup-Gewinn mit den Portland Winter Hawks

## Karrierestatistik

### International
Vertrat Kanada bei:
- Pacific Cup 1996

(Legende zur Spielerstatistik: Sp oder GP = absolvierte Spiele; T oder G = erzielte Tore; V oder A = erzielte Assists; Pkt oder Pts = erzielte Scorerpunkte; SM oder PIM = erhaltene Strafminuten; +/− = Plus/Minus-Bilanz; PP = erzielte Überzahltore; SH = erzielte Unterzahltore; GW = erzielte Siegtore; 1 Play-downs/Relegation; Kursiv: Statistik nicht vollständig)